# 神田清雄
神田 清雄（かんだ きよお、1900年7月22日 - 1970年5月9日）は、日本のサッカー選手、サッカー指導者。

## 来歴
大阪府出身。大阪府明星商業学校に在学し、本科1年時（16歳）の1915年から同校のサッカー部に所属。主将であった1917年度は第1回日本フートボール優勝大会（1918年1月開催）にも出場してチームの準優勝に貢献した。
1918年に明星商業学校を卒業して同志社大学に進学しサッカー部に所属。また、神田は八田卯一郎らの明星商業学校OBと共に1921年に大阪サッカー倶楽部を創設し、同チームに所属した。
1923年5月に大阪で開催された第6回極東選手権競技大会のサッカー日本代表に選出され、初出場となった5月23日のフィリピン代表戦など2試合に出場した。
1925年5月に開催された第7回極東選手権競技大会の日本代表にも選出され2試合に出場した。
大学卒業後は京阪電気鉄道に入社し、1942年に関西配電に転職。1951年に関西電力監事、1952年に大阪陶業専務、1957年に関電産業取締役となった。
後に関西蹴球協会（現：関西サッカー協会）の会長を務めた。1970年5月9日に死去した。

## 代表歴

### 出場大会
- 第6回極東選手権競技大会
- 第7回極東選手権競技大会

### 試合数
- 国際Aマッチ 4試合 0得点(1923-1925)

| 日本代表 | 国際Aマッチ | 国際Aマッチ | その他 | その他 | 期間通算 | 期間通算 |
| 年       | 出場        | 得点        | 出場   | 得点   | 出場     | 得点     |
| -------- | ----------- | ----------- | ------ | ------ | -------- | -------- |
| 1923     | 2           | 0           | 0      | 0      | 2        | 0        |
| 1924     | 0           | 0           | 0      | 0      | 0        | 0        |
| 1925     | 2           | 0           | 0      | 0      | 2        | 0        |
| 通算     | 4           | 0           | 0      | 0      | 4        | 0        |

### 出場
| No. | 開催日         | 開催都市 | スタジアム     | 対戦相手   | 結果 | 監督         | 大会       |
| --- | -------------- | -------- | -------------- | ---------- | ---- | ------------ | ---------- |
| 1.  | 1923年05月23日 | 大阪府   | 大阪市立運動場 | フィリピン | ●1-2 | 西田満寿次郎 | 極東選手権 |
| 2.  | 1923年05月24日 | 大阪府   | 大阪市立運動場 | 中華民国   | ●1-5 | 西田満寿次郎 | 極東選手権 |
| 3.  | 1925年05月17日 | マニラ   |                | フィリピン | ●0-4 | 山田午郎     | 極東選手権 |
| 4.  | 1925年05月20日 | マニラ   |                | 中華民国   | ●0-2 | 山田午郎     | 極東選手権 |